# John Browning
John Moses Browning (23 tháng 1 năm 1855 - 26 tháng 11 năm 1926) là một nhà thiết kế vũ khí lừng danh người Mỹ. Ông đã phát triển thành công rất nhiều các loại súng và đạn khác nhau, từ vũ khí cá nhân đến vũ khí cộng đồng. Trong số đó có rất nhiều loại vẫn còn được sử dụng trên thế giới cho đến tận bây giờ như các mẫu súng ngắn M1911, Browning Hi-Power hay súng máy hạng nặng Browning M2. Ông được coi là một trong những nhà thiết kế vũ khí thành công nhất nửa cuối thế kỷ 19 và đầu thế kỉ 20 trong việc phát triển vũ khí tự động và bán tự động. Di sản súng đạn của ông có tổng cộng 128 bằng sáng chế được chính quyền Hoa Kỳ cấp. Ông chế tạo súng lần đầu tiên lúc 10 tuổi tại cửa hàng súng của cha mình, và ông có bằng sáng chế đầu tiên cho riêng mình vào ngày 7 tháng 10 năm 1879 ở tuổi 24.
Ông Browning có tầm ảnh hưởng rất lớn với các loại súng cầm tay. Ông đã phát minh hoặc cải tiến rất nhiều loại súng và cơ chế nạp đạn như: bắn từng phát một, nạp đạn bằng đòn bẩy, nạp đạn kiểu bơm, súng trường và shotgun. Những đóng góp quan trọng nhất của ông được cho là trong lĩnh vực thiết kế súng nạp đạn tự động. Ông đã phát triển các loại súng ngắn tự nạp đạn tự động đầu tiên vừa đáng tin cậy lại vừa nhỏ gọn.
Những thiết kế thành công nhất của ông Browning bao gồm: súng ngắn M1911, Browning Hi-Power, đại liên Colt-Browning M1895 "potato digger" (khẩu đại liên đầu tiên trên thế giới áp dụng thành công cơ chế trích khí trong việc tự động nạp đạn cho súng), đại liên M1917, trung liên M1918 BAR, đại liên M1919, trọng liên 12,7mm M2, súng shotgun bán tự động Browning Auto-5, súng shotgun nạp đạn kiểu bơm Winchester Model 1897, súng trường nạp đạn bằng đòn bẩy Winchester Model 1894,.... Một số loại súng này hiện nay vẫn còn được sản xuất với số lượng không nhỏ phục vụ cho thị trường súng quân dụng của quân đội Mỹ, tiêu biểu nhất là: súng ngắn M1911 (quân đội Mỹ còn gọi là súng ngắn .45 vì cỡ đạn nó dùng là đạn 11,43x23mm, hay còn gọi là .45 ACP) và trọng liên 12,7mm M2 (quân đội Mỹ còn gọi là Ma Deuce, .50 cal machine gun,...). Rất nhiều mẫu súng của ông được sao chép tại nhiều trên thế giới, tiêu biểu là khẩu M1911, khẩu Hi-Power và khẩu Winchester 1897.

## Tiểu sử và sự nghiệp
Cha của ông, Jonathan Browning, là một trong hàng ngàn người Mormon trong cuộc di cư từ Nauvoo, Illinois đến Utah, thành lập một cửa hàng súng ở Ogden năm 1852. Giống như những người khác trong giáo hội Mormon vào thời đó, Jonathan Browning là một người đàn ông nhiều vợ, đã lấy được ba người. Ông đã có 19 người con, trong đó có John Moses Browning.
John Moses đã làm việc tại cửa hàng Ogden của cha mình từ năm lên bảy tuổi, nơi ông được cha mình là ông Jonathan Browning dạy các nguyên tắc về sản xuất cơ bản, được ông Jonathan khuyến khích thử nghiệm các mẫu thử mới. Ông đã phát minh ra khẩu súng trường đầu tiên cho mình, sau đó hợp tác với em trai của ông là Matthew Sandifer Browning, và bắt đầu sản xuất loại súng này. Giống như cha mình, John Browning là một tín đồ của Mormon.

## Sản phẩm
Một số sản phẩm của Browning vẫn đang được sản xuất ngày nay. Những sản phẩm đáng chú ý nhất của ông bao gồm:

### Đạn
- .25 ACP
- .32 ACP
- .38 ACP
- .380 ACP
- .45 ACP
- .50 BMG
- 9mm Browning Long

### Súng ngắn
- FN M1899/M1900 (.32 ACP)
- Colt Model 1900 (.38 ACP)
- Colt Model 1902 (.38 ACP)
- Colt Model 1903 Pocket Hammer (.38 ACP)
- FN Model 1903 (9mm Browning Long)
- Colt Model 1903 Pocket Hammerless (.32 ACP)
- FN Model 1906 Vest Pocket (.25 ACP)
- Colt Model 1908 Vest Pocket (.25 ACP)
- Colt Model 1908 Pocket Hammerless (.380 ACP)
- FN Model 1910 (.32 ACP, .380 ACP)
- Colt M1911 (.45 ACP)
- Browning Hi-Power (9mm Parabellum)
- Colt Woodsman (.22 LR)

### Shotgun
- Savage Model 720 (shotgun bán tự động trích khí dài)
- Ithaca Model 37 (shotgun nạp đạn kiểu bơm)
- Stevens Model 520/620 (shotgun nạp đạn kiểu bơm)
- Winchester Model 1887 (shotgun nạp đạn bằng đòn bẩy)
- Winchester Model 1893 (shotgun nạp đạn kiểu bơm)
- Winchester Model 1897 (shotgun nạp đạn kiểu bơm)
- Winchester Model 1912 (shotgun nạp đạn kiểu bơm)
- Browning Auto-5 (shotgun bán tự động trích khí dài)
- Browning Superposed
- Remington Model 17 (shotgun nạp đạn kiểu bơm)

### Súng trường
- Súng trường bắn từng phát Winchester Model 1885
- Súng trường nạp đạn bằng đòn bẩy Winchester Model 1886
- Winchester Model 1890 (.22 LR)
- Súng trường nạp đạn bằng đòn bẩy Winchester Model 1892
- Súng trường nạp đạn bằng đòn bẩy Winchester Model 1894
- Súng trường nạp đạn bằng đòn bẩy Winchester Model 1895
- Súng trường đóng/ mở khóa nòng bắn từng phát Winchester Model 1900 (.22 LR)
- Súng trường bán tự động Remington Model 8
- Súng trường bán tự động Browning 22 (.22 LR)
- Súng trường bán tự động Remington Model 24 (.22 LR)
- Súng trường nạp đạn kiểu bơm FN Trombone (.22 LR)

### Súng máy
- U.S. M1895
- Súng máy hạng nặng U.S. M1917
- Súng máy đa năng U.S. M1919
- Trung liên U.S. M1918 Browning Automatic Rifle (BAR)
- Súng máy hạng nặng .50 ly U.S. M2
- Súng máy tự động 37mm U.S. M4